# Can Tet
Can Tet és una casa del municipi de Vilamacolum (Alt Empordà) inclosa en l'Inventari del Patrimoni Arquitectònic de Catalunya.

## Descripció
Cant Tet és un edifici de grans dimensions situat al centre del poble, a prop de l'ajuntament. La seva façana principal és de carreuada. El portal és d'arc de mig punt, de gran dovellatge. Al seu damunt hi ha una finestra gòtica d'arc conopial decorat amb arabesc calat. S'hi pot veure també una altra finestra gòtica, coronella, geminada, d'arquets trilobulats, que no conserva la comuna ni el capitell. Ambdues obertures posseeixen decoració floral a les impostes. A la part inferior de l'edifici podem trobar llargues espitlleres, fet que fa pensar que aquest edifici era fortificat.

## Història
Aquest casal és el resultat de l'annexió d'un cos a la torre de defensa preexistent, situada a la banda dreta de la façana principal. Encara que resulta molt difícil establir una cronologia precisa en aquest tipus d'edificis per causa de les modificacions experimentades, sembla que el moment de construcció es pot datar entre els segles XV-XVI. A aquest període corresponen les finestres de tipologia gòtic- renaixentista.